# Aeroporto Internacional 4 de Fevereiro

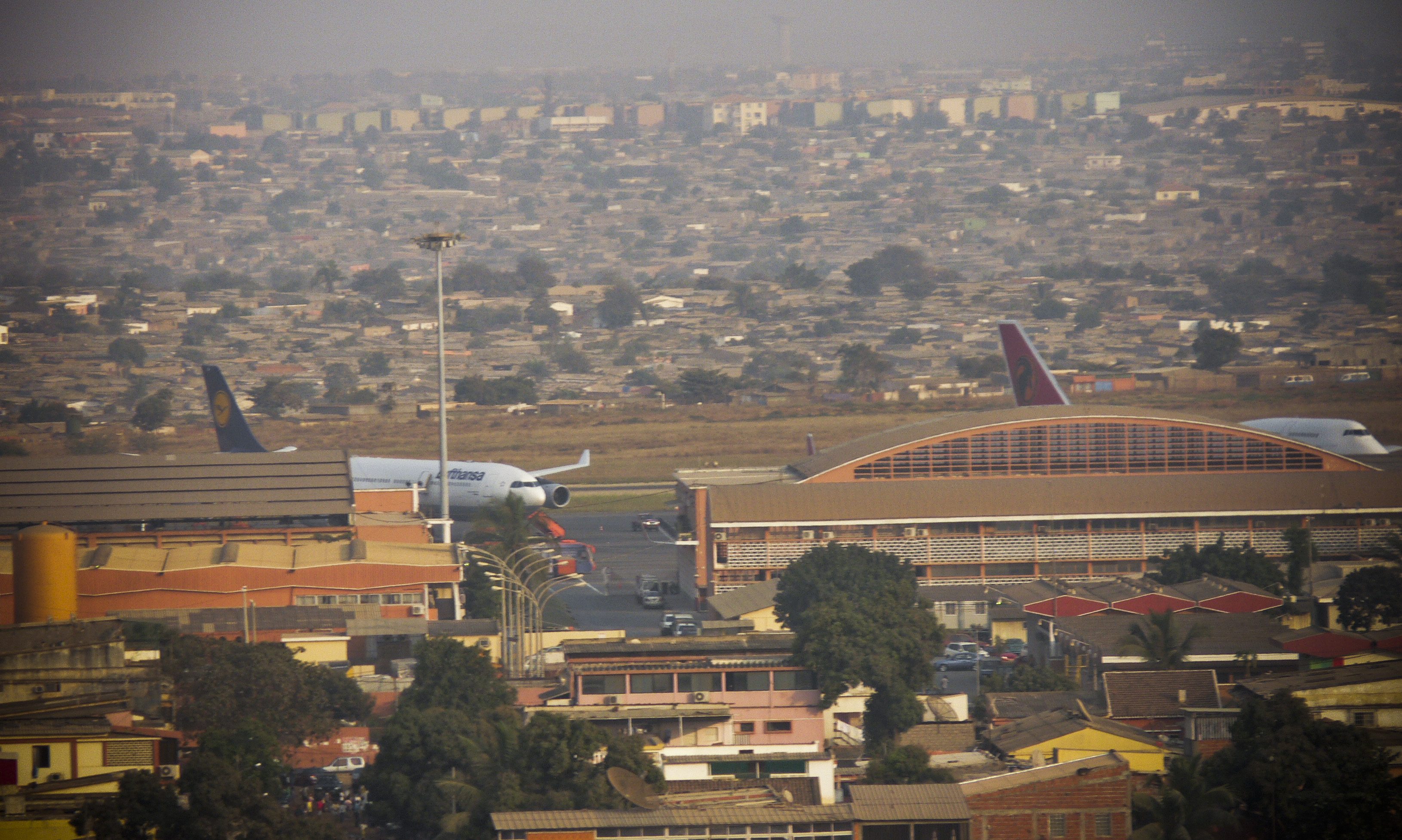
Vista externa do Aeroporto Internacional 4 de Fevereiro.

O Aeroporto Internacional 4 de Fevereiro é um aeroporto situado em Luanda, capital de Angola. Seu sítio aeroportuário está no distrito urbano de Maianga, no bairro de Cassequel, circundado também pelos bairros do Cassenda, Bairro Popular, Rocha Pinto e Mártires do Quifangondo.
É o maior aeroporto de Angola e um dos maiores das áfricas Austral e Central, sendo o quatro mais movimentado da África Austral em número de passageiros transportados. No transporte de mercadorias na África Austral, chega a rivalizar com os aeroportos internacionais da Cidade do Cabo e de Oliver Tambo-Joanesburgo.

## História
Até a década de 1950 Luanda ainda dependia do Aeródromo Emílio de Carvalho, construído em 1918, localizado no Largo da Independência, na rua Deolinda Rodrigues, região anteriormente designada por Estrada de Catete, a 3 km a sul do centro da cidade.
A portaria nº 11 029/45, de 21 de julho de 1945, cria uma missão técnica para realizar os reconhecimentos e estudos necessários à elaboração do projeto de um novo aeródromo para a cidade de Luanda. Os estudos indicam o local e concluem a necessidade de construir um novo aeroporto em Luanda.
A construção do novo aeroporto de Luanda teve início em 1951 ficando concluída em 1954. Foi inaugurado nesse mesmo ano pelo então Presidente da República Portuguesa, General Craveiro Lopes, que o "batizou" com o seu nome, ficando com o nome de "Aeroporto Presidente Craveiro Lopes".
Durante a Guerra de Independência de Angola o aeroporto dividia-se entre as operações aeroportuárias civis e as militares da Base Aérea N.º 9 da Força Aérea Portuguesa.
Após a independência, em 1976, passou a chamar-se "Aeroporto Internacional 4 de Fevereiro", em memória aos ataques a Luanda em fevereiro de 1961, data de início da Guerra de Independência de Angola. A cerimónia de renomeação deu-se com uma visita do Presidente da República Agostinho Neto.

### Obras de requalificação
A partir do final da Guerra Civil Angolana, em 2002, o aeroporto recebeu muitas obras de reabilitação e ampliação, que permitiram a remodelação do terminal de passageiros e a construção de um novo parque de estacionamento de viaturas. Segundo o então ministro angolano dos Transportes, Augusto Tomás, as obras visaram aumentar o número de salas de embarque, balcões, tapetes para recolha de bagagens, a capacidade de atendimento de passageiros de 400 para 1000 por hora. Na lista de melhorias estão ainda o arranjo da zona de saída de aeronaves, a construção de pistas de rodagens (C, C1 e C2), bem como a de rodagem paralela ligando a C1 à C2 do espaço aeroportuário. Por fim, as obras aumentaram a capacidade de um 1,2 milhão de passageiros por ano, para 3,6 milhões, num investimento cerca de 74 milhões de dólares americanos.
Entretanto, como o actual aeroporto está já completamente integrado na zona urbana, impossibilitando a sua expansão, as autoridades angolanas construíram o Aeroporto Internacional Dr. António Agostinho Neto, no município de Ícolo e Bengo, a 40 km de Luanda.

## Acidentes e incidentes
Em 12 de Fevereiro de 2000, um avião de carga Boeing 727 da Transafrik International despenhou-se na aterragem na pista 23. Devido a ventos que sopravam entre os 50 e os 80 nós, a aeronave, que já tinha feito uma primeira aproximação falhada, acabou por tocar o solo com a asa direita logo após a aterragem.
Em 25 de Maio de 2003, um Boeing 727-223 com a matrícula N844AA, que estava parqueado no aeroporto há mais de um ano, desapareceu em circunstâncias misteriosas.

## Infraestruturas de controle
Anexo ao aeroporto está o Centro de Controle Regional de Luanda, que serve como centro de controle de tráfego aéreo para o centro-norte do país, sob responsabilidade da Empresa Nacional de Navegação Aérea.